# Tren Urbano de Juiz de Fora
El Tren Urbano de Juiz de Fora, más conocido como Tren Xangai fue administrado en sus últimos años por la RFFSA, atendía a los municipios de Juiz de Fora y Matias Barbosa, poseía 7 estaciones y 4 paradas, contaba con cerca de 36,5 km de extensión y llegó a transportar a cerca de 1.500 usuarios/día.

## Historia
Creado por la Ferrocarril Central de Brasil en el año 1951 sirvió a la población de la ciudad de Juiz de Fora hasta el año 1996 cuando su servicio fue suprimido debido a la privatización de la RFFSA.
Fue uno de los únicos sistemas de trenes urbanos de la época que no pasó a la administración de la CBTU ya que pese a su alta demanda su sistema era deficitario. Por ese motivo y por la falta de interés del sector privado, se produjo la interrupción del servicios después de la privatización de toda la red.

## Características del sistema
Este sistema contaba en sus últimos años de operación con un total de 7 estaciones y 4 paradas y una extensión total de 36,5 km formado en su totalidad por vías en superficie.

Los vehículos de este sistema transitaban a una velocidad media de 30 km/h. El ancho de vía es de 1600 milímetros en vía simple y el combustible de los trenes era el diésel.

Ahora las locomotoras operan vagones de carga para la MRS Logística. 

### Tabla del Sistema
| Línea   | Terminales                | Inauguración     | Longitud (km) | Estaciones | Duración de los viajes (min) | Funcionamiento |
| ------- | ------------------------- | ---------------- | ------------- | ---------- | ---------------------------- | -------------- |
| Línea 1 | Mathias Barbosa ↔ Benfica | A partir de 1951 | 36,401        | 11         | 90                           | Desactivada.   |

### Flota
A lo largo del tiempo de operación del Tren Xangai su flota varió bastante. La tabla mostrada a continuación representa la flota como era en sus últimos años de circulación.
| Modelo/Serie | Potencia (HP) | Ancho (m) | Fabricante       | Origen | Año de Fabricación | Comprador Inicial | Flota Activa | Flota Inactiva | Flota Total |
| ------------ | ------------- | --------- | ---------------- | ------ | ------------------ | ----------------- | ------------ | -------------- | ----------- |
| U-20C/2500*  | 2000          | 1,60      | General Electric | Brasil | 1980               | RFFSA             | 1            | 1              | 2           |
| UC**         | ---           | 1,60      | Pidner           | EUA    | 1978               | ---               | 4            | 4              | 8           |
| TOTAL        |               |           |                  |        |                    |                   | 5            | 5              | 10          |

(*) Locomotoras • (**) Vagones de Pasajeros